# Media Foundation
Microsoft Media Foundationは、Microsoft Windowsでマルチメディアを扱うためのマイクロソフトによるCOMベースのAPIセットである。コンテンツの保護、再生品質の向上、高精細コンテンツ（HDTVなど）の再生、デジタル著作権管理 (DRM) へのアクセスなどに重点が置かれている。しばしばMFと略され、API関数などの接頭辞にも使われている。

## 概要
Media Foundationは主にDirectShowの後継として位置づけられており、Windows Vista以降のOSに標準搭載されるが、それ以前のバージョンのWindowsでは利用できない。
現在、次のようなテクノロジーやAPI、アプリケーションソフトウェアはMedia Foundationを利用している。
- Protected Media Path（英語版） (PMP) - 完全にMedia Foundationに依存している。
- DirectX Video Acceleration (DXVA) 2.0。
- Windows Media Player - 保護されたコンテンツの再生にMedia Foundationを利用しているが、DirectShowやWindows Media Format SDKも利用できる。

システムによってコーデックがサポートされているオーディオ／ビデオのデコードやストリーム再生、エンコードのほか、マイクやカメラといったデバイスを使用したオーディオ／ビデオのキャプチャもサポートする。
Media Foundationには次のような利点がある。
- 高精細コンテンツやDRMによって保護されたコンテンツをスケーラブルに利用できる。
- DirectShowインフラストラクチャの外側でDirectX Video Accelerationを利用できる。
- CPU、I/O、メモリに対して応答性が高く、より滑らかな再生ができる。動画のテアリングも減少する。
- Media Foundationの拡張性により、異なるコンテンツ保護システムを協調して利用することができる。

DirectShowはMedia Foundationによって徐々に置き換えられる予定である。しばらくの間はMedia FoundationとDirectShowが同時に利用されていくことになる。
MFではもともとDirect3D 9 Video APIをサポートしており、動画のデコード処理にD3D9ベースのハードウェアアクセラレーションを利用することができていたが、Windows 8ではDirect3D 11 Video APIが導入され、デコード処理にD3D11ベースのハードウェアアクセラレーションが利用できるようになった。